# Jelena Škerović
Jelena Škerović (cyr. Јелена Шкеровић; ur. 23 grudnia 1980 w Titogradzie) – czarnogórska koszykarka, posiadająca także serbskie obywatelstwo, występująca na pozycji rozgrywającej, po zakończeniu kariery zawodniczej trenerka koszykarska. Obecnie trenerka Arki VBW Gdynia oraz kadry Czarnogóry kobiet.
23 grudnia 2021 została trenerką Arki VBW Gdynia.

## Osiągnięcia
Na podstawie, o ile nie zaznaczono inaczej.

### Zawodnicze
Klubowe
- Mistrzyni:
  - Polski (2006, 2007, 2008)
  - Czech (2010, 2013)
  - Jugosławii (2002)
  - Serbii i Czarnogóry (2003)
- Wicemistrzyni:
  - Polski (2005)
  - Czech (2011)
- Brązowa medalistka mistrzostw Polski (2009, 2014)
- Zdobywczyni:
  - Pucharu Polski (2006, 2009)
  - Superpucharu Polski (2008, 2009)
- Finalistka:
  - pucharu:
    - Polski (2005, 2007, 2008, 2014)
    - Czech (2010, 2011, 2013)
    - Jugosławii (2002)
    - Serbii i Czarnogóry (2003)

  - Superpucharu Polski (2007)
- Uczestniczka rozgrywek:
  - Euroligi (2002/03, 2004–2014)
  - Pucharu Ronchetti (2001/02)

Indywidualne
- MVP Pucharu Polski (2009)
- Uczestniczka meczu gwiazd PLKK (2004, 2006, 2008)
- Liderka w:
  - asystach:
    - Euroligi (2015)
    - sezonu regularnego PLKK (2006–2008)
    - ligi czeskiej (2013)

  - PLKK skuteczności rzutów za 3 punkty (2005)

Reprezentacja
- Uczestniczka:
  - mistrzostw świata (2002 – 12. miejsce)
  - mistrzostw Europy (2005 – 9. miejsce, 2011 – 6. miejsce, 2013 – 9. miejsce, 2015 – 7. miejsce, 2017 – 16. miejsce)
- Liderka Eurobasketu w asystach (2015)

### Trenerskie
- Brąz mistrzostw Polski kobiet (2022)[5]
- Finał Pucharu Polski kobiet (2022)[6]